# 厄梅維爾 (印第安納州)
厄梅維爾（英語：Urmeyville）是位於美國印地安納州約翰遜縣的一個非建制地區。該地的面積和人口皆未知。

## 歷史
厄梅維爾於1866年成立。